# 大廠回族自治県
大廠回族自治県（だいしょう-かいぞく-じちけん）は中華人民共和国河北省廊坊市に位置する自治県。

## 歴史
1955年、三河県及び香河県の一部に新設された。1958年に廃止とされ薊県に編入されたが、1962年に再設置され現在に至る。

## 行政区画
- 街道:北辰街道
- 鎮:大廠鎮、夏墊鎮、祁各荘鎮、邵府鎮、陳府鎮